# 고문진보
고문진보(古文眞寶)는 주나라에서 송나라에 이르는 동안의 한시(漢詩)와 문장들을 수집하여 분류한 책이다. 편자 및 성립에 대해서는 제대로 밝혀져 있지 않으나, 송나라 말 혹은 원나라 초쯤 성립된 것으로 보인다. 전집(前集)은 시, 후집(後集)은 문장으로 구성되어 있다. 각 시대의 다양한 문체로 쓰인 시와 명문을 모아 놓은 다이제스트로써 한문학에 입문하는 자들의 문장학습서로 널리 보급되었다. 14세기무렵 이미 조선에도 전래되었으며 중국과 일본의 판본과 비교해 편차와 분량에서 차이가 있다. 18~19세기의 것으로 추정되는 《상설고문진보언해》가 조선시대의 번역서로서 전해지고 있다.

## 구성
- 전집
  - 권학문(勸學文)
  - 오언고풍단편(五言古風短篇)
  - 오언고풍장편(五言古風長篇)
  - 칠언고풍단편(七言古風短篇)
  - 칠언고풍장편(七言古風長篇)
  - 장단구(長短句)
  - 가류(歌類)
  - 행류(行類)
  - 음류(吟類)
  - 인류(引類)
  - 곡류(曲類)
  - 사(辭)

- 후집
  - 사류(辭類)
  - 부류(賦類)
  - 설류(說類)
  - 해류(解類)
  - 서류(序類)
  - 기류(記類)
  - 잠류(箴類)
  - 명류(銘類)
  - 문류(文類)
  - 송류(頌類)
  - 전류(傳類)
  - 비류(碑類)
  - 변류(辯類)
  - 표류(表類)
  - 논류(論類)
  - 서류(書類)

위의 후집 목차는 일본 판본의 것으로, 각문장의 형식별로 나누고 있으나,
한국 판본에서는 저자별로 순서를 나눈다.